# Медична латина
Медична латина (або латинська мова з медичною термінологією) — латино-грецька медична терміносистема. Складається з: загальної, анатомічної, фармако-хімічної, клінічної термінологій.
Де-факто дана термінологія є міжнародним медичним стандартом.

## Види
- Загальна термінологія
- Анатомічна термінологія[1] — це сукупність термінів, якими визначають органи, тканини та інші структурні компоненти організму в межах науки анатомії.
- Фармако-хімічна термінологія — це сукупність термінів, що використовуються в фармако-хімічній діяльності.
- Клінічна термінологія[2] — це сукупність термінів які включають в себе назви захворювань, методів профілактики, обстеження, діагностики і лікування, клінічних спеціальностей і спеціалістів.

Анатомічна підсистема описує макроскопічні утворення:
- nervus vagus — блукаючий нерв
- musculus biceps brachii — двоголовий м'яз плеча
- curvatura ventriculi major — велика кривина шлунку
- articulatio cartilaginea — хрящове з'єднання
- lingua — язик

Фармако-хімічна підсистема регламентує правила виписування рецептів, а також до її складу входять терміносистеми органічної та неорганічної хімії:
- Natrii hydrocarbonas — гідрокарбонат натрію
- Platyphyllinum — платифілін
- Acidum succinicum — бурштинова кислота
- tolerantia — зниження реакції організму на лікарський засіб внаслідок повторного вживання.

Клінічна підсистема була утворена двома типами термінів:
- багатослівними термінами
- термінами-композитами:
  - Exacerbatio bronchitidis acutae — загострення хронічного бронхіту
  - Polydactylia — полідактилія (багатопалість, вроджене хірургічне захворювання)
  - Tuberculosis — туберкульоз

Багатослівні терміни — це терміни де є надлишковість, тобто в контексті повторюються близькі за значенням слова, котрі достатньо замінити лише одним словом, щоб простіше висловити думку.
Терміни-композити — це терміни які утворюються внаслідок об'єднання в одній лексичній одиниці двох чи більше основ повнозначних слів.
У V ст. до н. е. «батьком» медицини Гіппократом були вперше зібрані і написані медичні терміни у «Corpus Hippocraticum» («Збірник Гіппократа»).
«Пассіонарії» — перший перекладений на латинську мову збірник